# Bornasco
Bornasco là một đô thị ở tỉnh Pavia trong vùng Lombardia của Ý, có cự ly khoảng 25 km về phía nam của Milan và khoảng 11 km về phía đông bắc của Pavia. Tại thời điểm ngày 31 tháng 12 năm 2004, đô thị này có dân số 1.881 người và diện tích là 12,7 km².
Bornasco giáp các đô thị sau: Ceranova, Giussago, Lacchiarella, Lardirago, San Genesio ed Uniti, Sant'Alessio con Vialone, Siziano, Vidigulfo, Zeccone.